# Amar'e Stoudemire
Amar'e Carsares Stoudemire (in ebraico אמארה קארסיירס סטודמאייר‎?; Lake Wales, 16 novembre 1982) è un ex cestista e allenatore di pallacanestro statunitense naturalizzato israeliano, di ruolo ala-pivot.

## Biografia
Il suo nome era precedentemente riportato come Amare o Amaré nelle liste ufficiali, ma è stato cambiato in Amar'e nell'ottobre 2008. Lo stesso Stoudemire ha rivelato in un'intervista che il suo nome era sempre stato Amar'e, ma che i media lo avessero scritto erroneamente da quando è arrivato in NBA.

## Caratteristiche tecniche
Ala grande dalle vigorose doti atletiche, abbinava ad esse una tecnica non comune per un giocatore del suo ruolo. Poteva inoltre disporre di una velocità non comune per un'ala grande, oltre alla sua stazza e potenza fisica. Nei primi anni di carriera si è inoltre distinto per essere un ottimo stoppatore, realizzatore e buon passatore.

## Carriera

### High school
A causa dei problemi con la legge della madre, ha dovuto più volte trasferirsi e cambiare scuola. Ha cominciato a giocare a pallacanestro a livello agonistico nelle giovanili all'età di 14 anni. Oltre che alla pallacanestro, alla high school ha giocato a football americano e baseball. Ha disputato il campionato liceale solo negli ultimi due anni, in entrambi dei quali ha però vinto il premio MVP della Nike Summer League. Ha chiuso il suo ultimo anno con 29,1 punti, 15 rimbalzi, 6,1 stoppate e 2,1 palle rubate a partita. Al liceo ha vinto diversi premi. Nel 2002 è stato convocato al McDonald's All-American Game svoltosi al Madison Square Garden di New York, dove ha giocato con i futuri compagni di squadra Carmelo Anthony e Raymond Felton. Ha vinto i premi Florida Mr. Basketball e Florida High School Player of the Year dell'Orlando Post; è stato inoltre inserito nell'All-USA Basketball First Team di USA Today. I risultati ottenuti al liceo gli hanno valso la proposta di una borsa di studio da parte dell'Università di Memphis; ha tuttavia deciso di dichiararsi eleggibile per il draft 2002.

### NBA

#### Phoenix Suns (2002-2010)
Viene selezionato con la 9ª scelta al draft 2002 dai Phoenix Suns. Il 30 dicembre 2002 segna 38 punti contro i Minnesota Timberwolves, il punteggio più alto mai segnato da una matricola, che sarebbe stato superato l'anno seguente da LeBron James. Viene in seguito convocato per il Rising Stars Challenge, dove realizza 18 punti, 7 rimbalzi e 4 palle rubate. Chiude la stagione con 13,5 punti e 8 rimbalzi di media a partita, che gli valgono la vittoria del Rookie of the Year Award e l'inserimento nel primo quintetto dell'All-Rookie Team. Durante questa stagione i Suns riescono a qualificarsi per i play-off, venendo però sconfitti dai San Antonio Spurs per 4-2.
Durante la stagione successiva migliora le sue statistiche, mettendosi in mostra per aver realizzato 10 stoppate in una partita contro gli Utah Jazz, di cui 6 solo nel primo quarto (entrambi sono record per un giocatore dei Suns). I Suns tuttavia, anche a causa della cessione della stella della squadra Stephon Marbury, chiudono la stagione con un bilancio di 29-53. Nell'estate 2004 è stato convocato della Nazionale statunitense per le Olimpiadi di Atene 2004. Non riesce tuttavia a trovare spazio (6,875 minuti di media a partita) nella nazionale che vincerà la medaglia di bronzo.

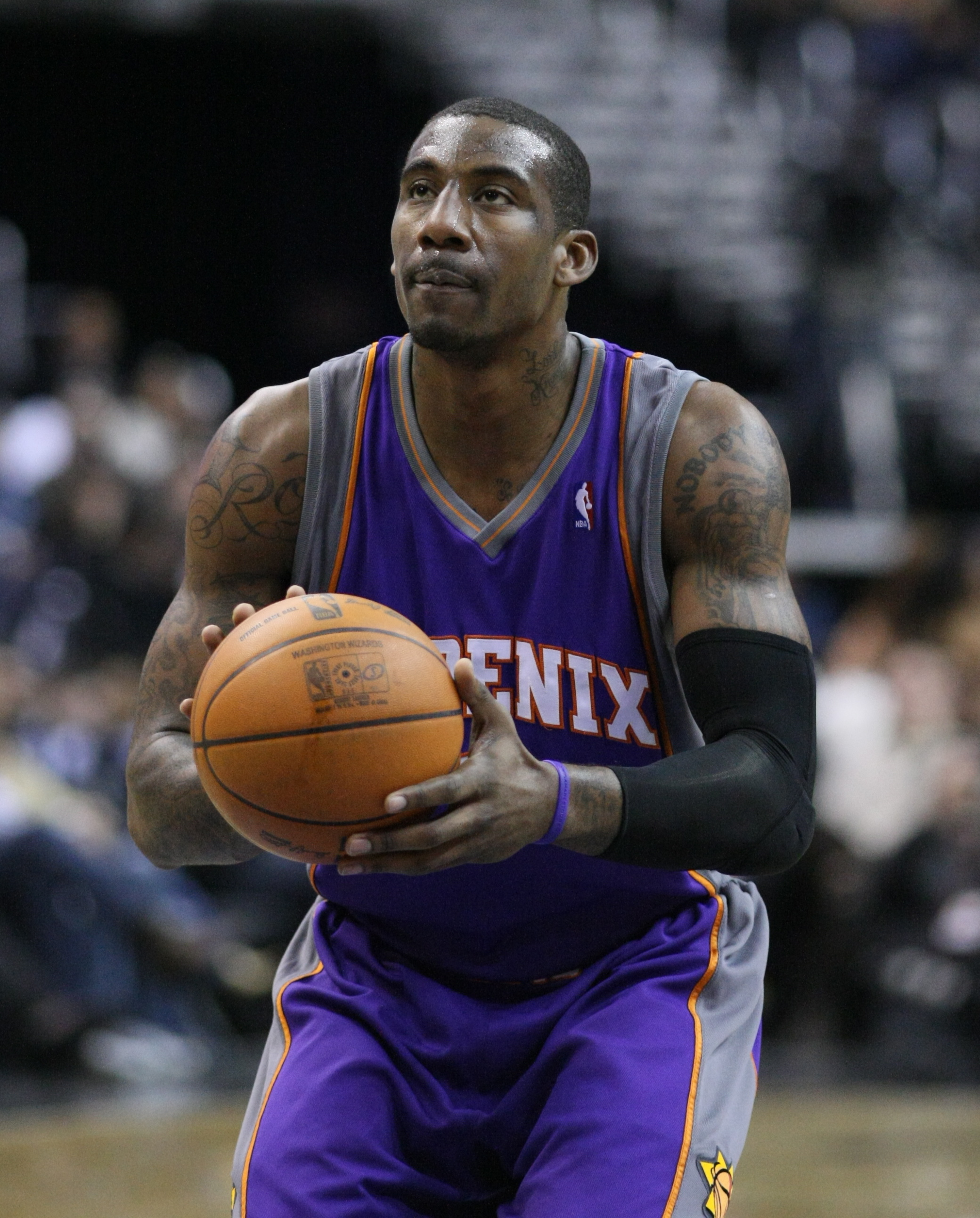
Stoudemire effettua un tiro libero con la maglia dei Phoenix Suns.

Nella stagione 2004-05 è stato spostato al ruolo di centro, venendo accoppiato con il playmaker Steve Nash, firmato in estate dai Suns. Chiude la stagione con una media di 26 punti ed 8,9 rimbalzi a partita, realizzando un nuovo career-high di 50 punti contro i Portland Trail Blazers. Viene inoltre convocato per l'All-Star Game come ala di riserva e partecipa allo Slam Dunk Contest. I Suns, guidati da Nash (che a fine stagione verrà nominato MVP) e Stoudemire, chiudono la stagione con un bilancio di 62-20, venendo tuttavia sconfitti alle semifinali di Western Conference (nelle quali Stoudemire mantiene una media di 37 punti a partita) per 4-1 dai San Antonio Spurs. La coppia Nash-Stoudemire è stata inoltre più volte paragonata alla coppia di Hall of Famer John Stockton-Karl Malone.
Il 18 ottobre 2005 ha dovuto sottoporsi ad intervento chirurgico di microfrattura alla cartilagine di un ginocchio ed è dovuto restare inattivo per circa 6 mesi, rientrando soltanto il 23 marzo 2006. Alla sua partita di rientro segna 20 punti contro i Portland Trail Blazers. Il 27 marzo successivo, alla sua terza partita dal rientro, contro i New Jersey Nets, non segna però alcun punto. Il giorno successivo è stato annunciato che avrebbe saltato il resto della stagione, questa volta per problemi all'altro ginocchio, che secondo i medici ha dovuto effettuare un lavoro eccessivo per compensare la debolezza del ginocchio appena operato. La riabilitazione, seguita da Aaron Nelson, preparatore atletico dei Suns, e dal dottor Micheal Clark, presidente e amministratore delegato della National Academy of Sports Medicine, ha avuto risultati positivi, restituendo forza a entrambe le ginocchia. Nell'estate 2006 ha partecipato al ritiro della Nazionale statunitense svoltosi a Las Vegas, ma, a causa dei suoi infortuni, è stato in seguito costretto a saltare i mondiali di Giappone 2006.
Prima della stagione 2006-07 cambia il suo numero di maglia, passando dal numero 32 al numero 1, precedentemente indossato da Dijon Thompson. Il 18 febbraio 2007 ha partecipato al suo secondo All-Star Game in carriera, realizzando 29 punti e 9 rimbalzi, arrivando secondo nella nomina di MVP della partita dopo Kobe Bryant. Chiude la stagione regolare con 20,4 punti e 9,6 rimbalzi di media. Durante i play-off 2007, nella serie contro i San Antonio Spurs, ha accusato Manu Ginóbili e Bruce Bowen di giocare in modo "sporco". È stato inoltre squalificato per 5 partite per aver lasciato la panchina dei Suns dopo una lite con il compagno di squadra Steve Nash e contro l'ala degli Spurs Robert Horry. Nonostante le prestazioni di Stoudemire (25 punti, 12 rimbalzi e 2 stoppate di media nella serie), i Suns vengono sconfitti per 4-1 dagli Spurs. Stoudemire è stato inoltre inserito nell'All-NBA First Team. Nell'estate 2007 ha partecipato ai Campionati americani con la Nazionale statunitense.

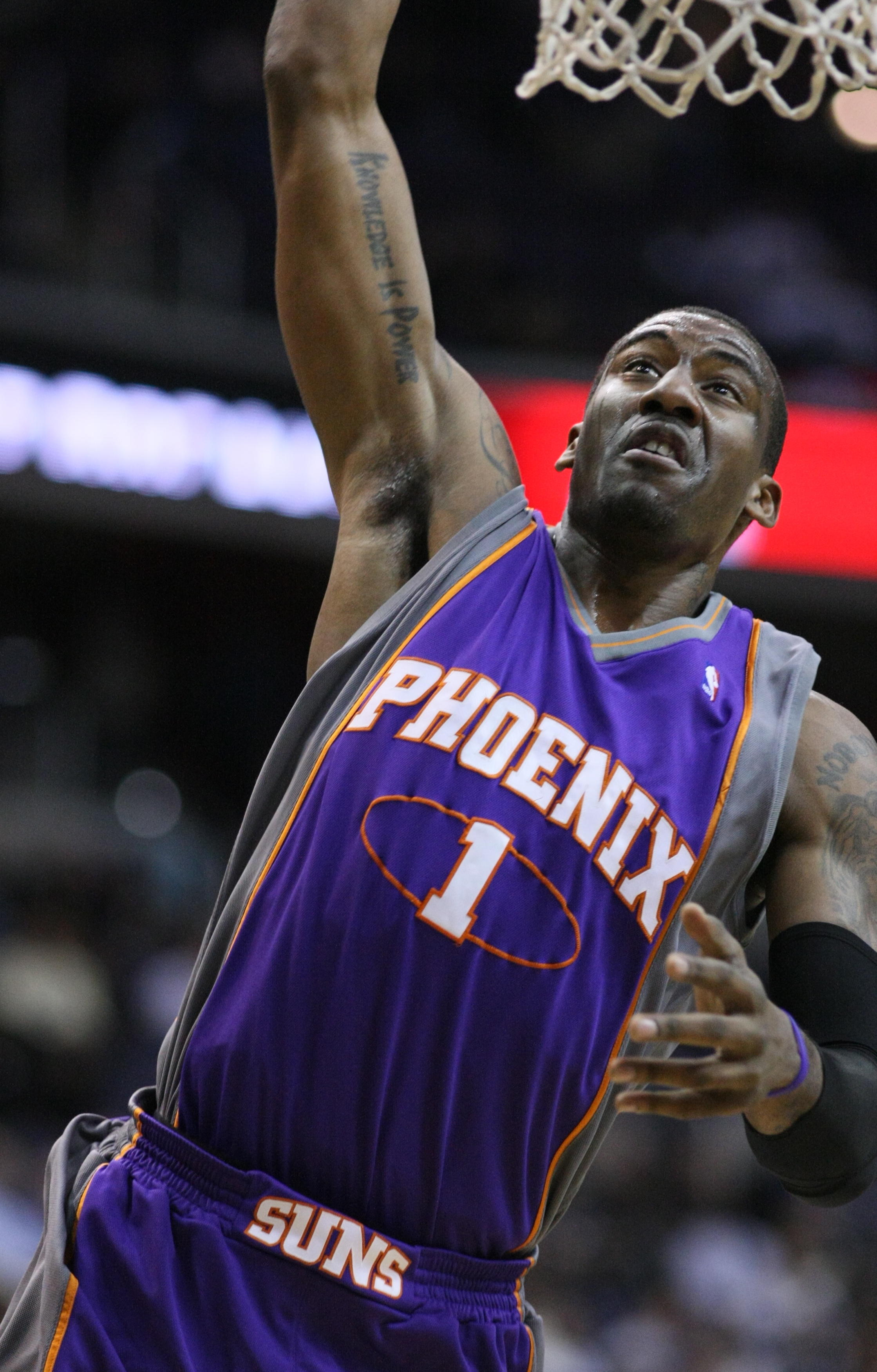
Stoudemire esegue una schiacciata

Durante la stagione 2007-08 ha guidato i Suns in punti (25,2) e rimbalzi (9,1). Il 6 febbraio 2008, dopo l'acquisizione da parte dei Suns del centro Shaquille O'Neal dai Miami Heat in cambio dell'ala Shawn Marion e del playmaker Marcus Banks, Stoudemire viene nuovamente spostato al ruolo naturale di ala grande. I Suns si qualificano nuovamente per i play-off, ma vengono nuovamente sconfitti dagli Spurs per 4-1 (Stoudemire mantiene una media di 23 punti nella serie). A fine stagione Mike D'Antoni, allenatore dei Suns, a seguito di alcuni contrasti con la dirigenza della squadra, firma con i New York Knicks. Nell'estate 2008, nonostante avesse disputato l'anno prima i Campionati americani, decide di rifiutare la convocazione della Nazionale statunitense per le Olimpiadi di Pechino. Jerry Colangelo, direttore sportivo della Nazionale statunitense, ha dichiarato:"Amar'e si è autoescluso dalla nazionale perché, nonostante l'annata senza infortuni, ha paura di sforzare troppo il ginocchio".
I Suns nominano nuovo allenatore Terry Porter, il quale decide di dare alla squadra una mentalità più difensiva, penalizzando quindi la fase offensiva della squadra. Con la nuova mentalità della squadra, Stoudemire perde circa 4 punti di media a partita, guidando comunque ancora i Suns in punti e rimbalzi. Anche i Suns faticano ad adattarsi al nuovo sistema di gioco, chiudendo con un bilancio di 28-23 prima dell'All-Star Game, per il quale Stoudemire viene nuovamente convocato. Il 6 novembre 2008, nella vittoria di Phoenix contro gli Indiana Pacers, realizza 49 punti (ottenuti mandando a referto 17 conclusioni su 21 e tutti e 15 i tiri liberi), 11 rimbalzi, 6 assist, 5 palle rubate e 2 stoppate. Il 19 febbraio 2009, nella partita contro i Los Angeles Clippers, Stoudemire subisce un distacco parziale della retina, forse già danneggiata in precedenza perché il giocatore già manifestava fastidi all'occhio. Anche in preseason l'occhio gli aveva dato problemi: si era infatti procurato una lesione all'iride, senza però danni alla retina. I medici gli consigliarono di indossare occhiali protettivi per il resto della carriera, ma Amar'e smise di indossarli dopo 7 partite. Successivamente si sottopose ad intervento chirurgico per riparare il danno alla retina; il tempo di recupero (8 settimane) gli farà saltare il finale di stagione. L'annata successiva torna in campo indossando stabilmente gli occhiali.
Nella stagione 2009-10 ha disputato per la prima volta 82 partite in quintetto, realizzando 23,1 punti, 8,9 rimbalzi e 1 assist per partita, trascinando Phoenix al terzo posto nella Western Conference (54-28). Durante la stagione si susseguono tuttavia diverse voci di mercato secondo le quali i Suns stessero trattando la cessione di Stoudemire ai Cleveland Cavaliers. Ai play-off i Suns sconfiggono i Portland Trail Blazers per 4-2 e i San Antonio Spurs per 4-0, ma vengono sconfitti dai Los Angeles Lakers campioni uscenti per 4-2. Dopo aver saltato le prime due partite, Stoudemire realizza 42 punti in gara-3 e 21 punti in gara-4, portando la serie sul 2-2; i Suns non vinceranno altre partite lasciando chiudere la serie sul 4-2.

#### New York Knicks (2010-2015)

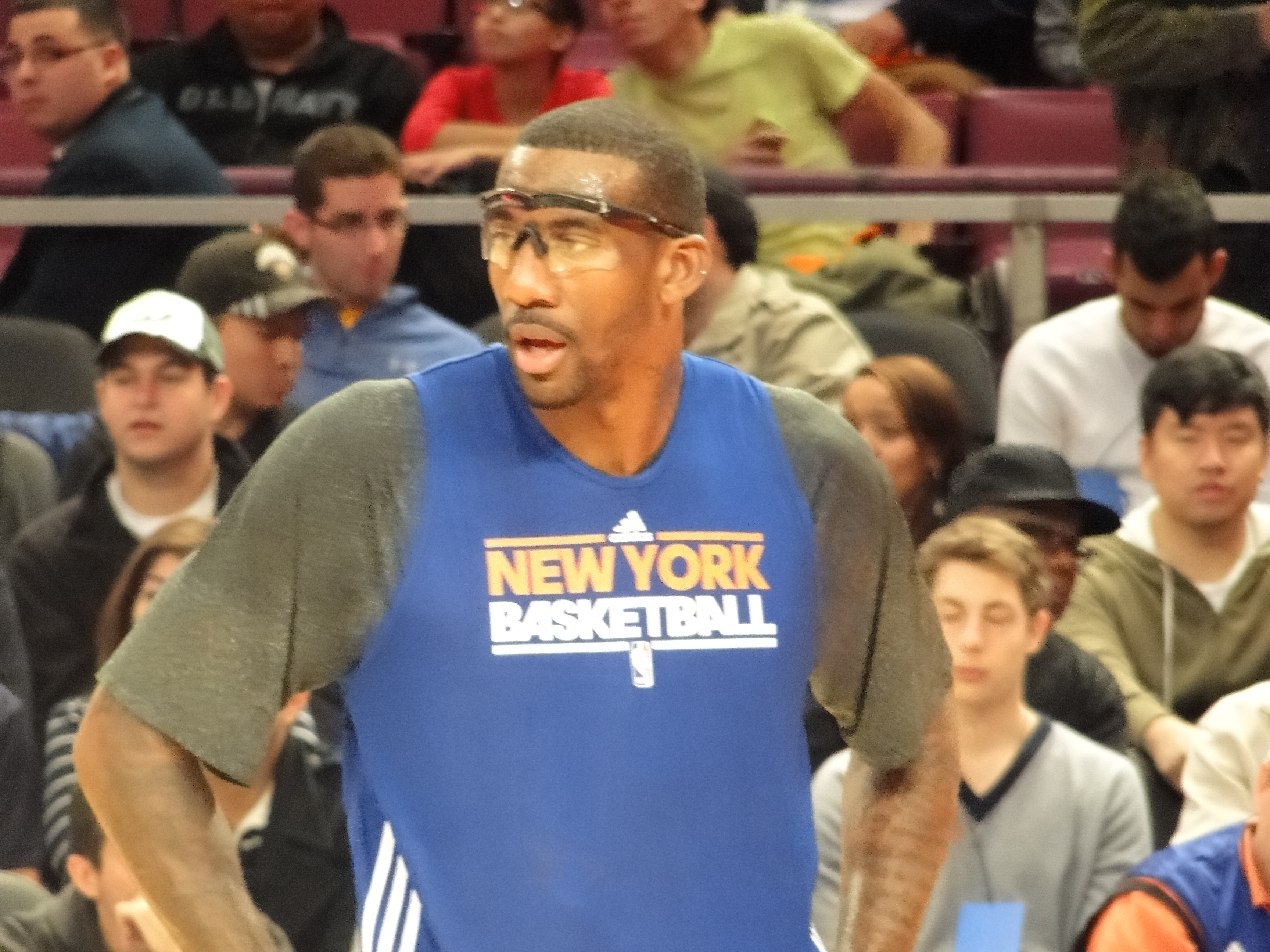
Stoudemire ai Knicks nel 2010, durante il riscaldamento

Il 30 giugno 2010 decide di esercitare una clausola per liberarsi dal suo contratto con i Suns, rimanendo free agent senza restrizioni. Il successivo 5 luglio firma un contratto quinquennale a 99,7 milioni di dollari con i New York Knicks. Al giorno della riapertura del mercato, i Knicks presentano ufficialmente Stoudemire al Madison Square Garden. Durante la sua presentazione dichiara: "I Knicks sono tornati!", riferendosi alla mancanza di successi della squadra negli ultimi anni. Ai Knicks ritrova Mike D'Antoni, suo ex allenatore ai tempi dei Suns. Stoudemire disputa uno straordinario inizio di stagione: il 15 dicembre 2010, in una sconfitta contro i Boston Celtics, realizza un record di franchigia disputando la sua nona partita consecutiva con 30 o più punti; il successivo 17 dicembre realizza un altro record di franchigia disputando la nona partita consecutiva nella quale tira con il 50% o più dal campo. Il 27 gennaio 2011 viene convocato per disputare da titolare insieme a LeBron James, Dwyane Wade, Derrick Rose e Dwight Howard l'All-Star Game, diventando il primo giocatore dei Knicks dai tempi di Patrick Ewing a disputare l'evento. Il 22 febbraio 2011 i Knicks acquisiscono dai Denver Nuggets la superstar Carmelo Anthony, il playmaker Chauncey Billups ed altri giocatori in cambio di Danilo Gallinari, Wilson Chandler, Raymond Felton e Timofej Mozgov. La coesistenza tra le due stelle dei Knicks si però rivela subito difficile poiché entrambi giocano nella stessa zona di campo; i numeri di Stoudemire scendono quindi drasticamente. Stoudemire chiude comunque la stagione regolare con una media di 25,3 punti, 8,2 rimbalzi e 2,6 assist per partita, tirando con il 43% dal campo, e i Knicks riescono ad accedere ai play-off per la prima volta dopo 7 anni, chiudendo al 6º posto in Eastern Conference. Nei play-off i Knicks sono accoppiati con i Boston Celtics, dai quali vengono eliminati con un secco 4-0. Stoudemire, limitato da problemi fisici, chiude la serie con 14,5 punti, 7,8 rimbalzi e 1,8 assist per partita. Viene inoltre inserito nell'All-NBA Second Team.

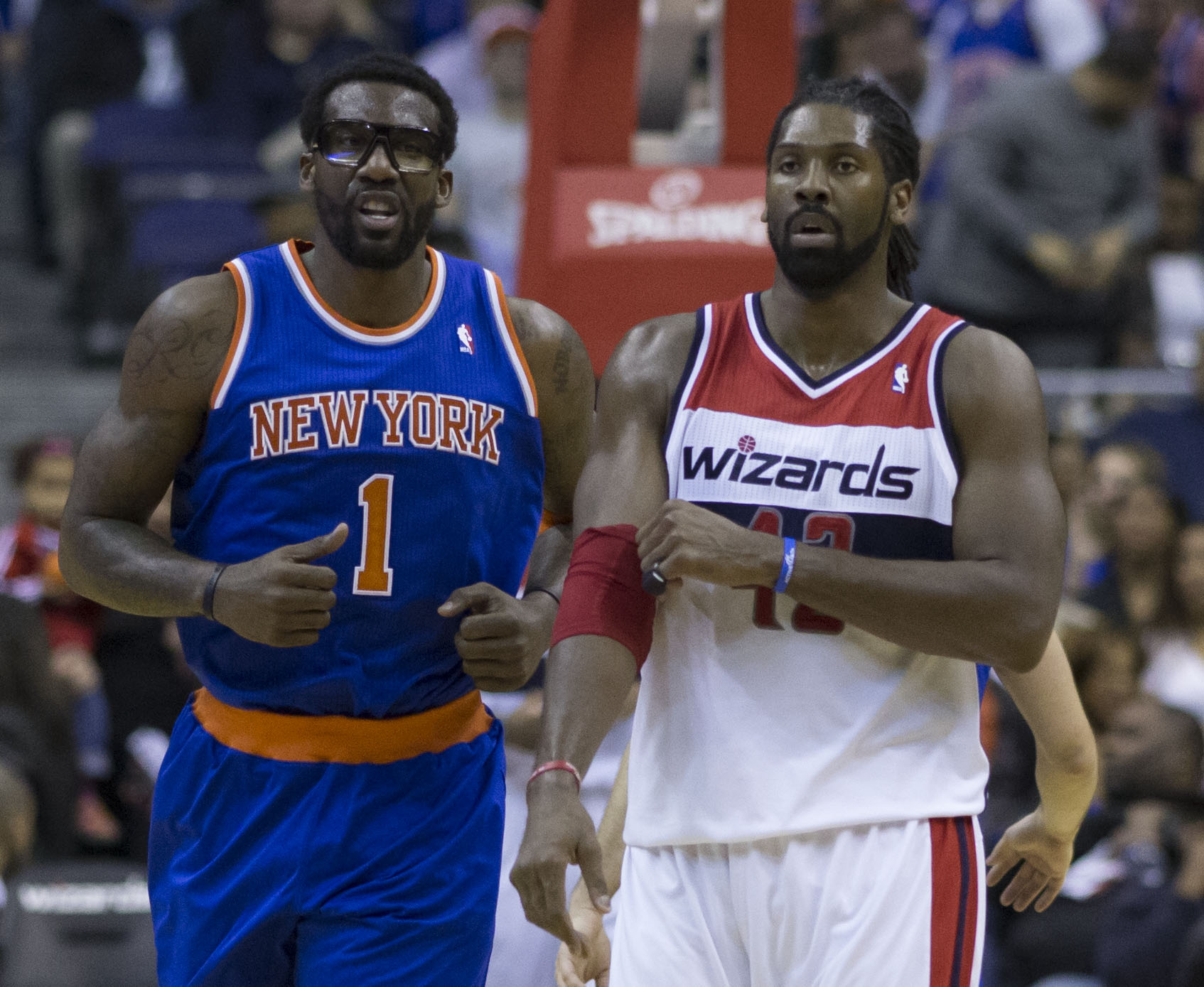
Stoudemire nel 2013 a fianco a Nenê

Durante il lockout 2011-12, Stoudemire ha rappresentato i Knicks insieme ai compagni di squadra Roger Mason (che era anche il vicepresidente dell'Unione giocatori), Carmelo Anthony, Chauncey Billups e Toney Douglas. Ha considerato l'ipotesi di firmare con il Maccabi Tel Aviv, viste le sue origini ebree, ma ha in seguito deciso di rimanere nello staff dell'unione giocatori. Durante il lockout Stoudemire ha frequentato dei seminari di storia alla Florida International University, ha recitato nel penultimo episodio della serie televisiva Enturage e ha svolto dei lavori di riabilitazione alla schiena, passando da 208 a 211 cm di altezza e da 110 a 118 kg di peso. Il lockout è terminato l'8 dicembre 2011. Prima della stagione 2011–12 i Knicks tagliano Billups per firmare il centro Tyson Chandler. La mancanza di un playmaker e i problemi di convivenza in campo con Anthony causano un peggioramento delle prestazioni di Stoudemire. Nel febbraio 2012 salta 4 partite a causa della scomparsa del fratello Hazell. Nello stesso mese vengono rese note le convocazioni per l'All-Star Game, nelle quali Stoudemire non figura per la prima volta dal 2006. Nel marzo 2012 si sottopone ad un programma di dieta per ridurre il peso acquistato durante il lockout, che aveva limitato la sua efficienza e la sua esplosività, perdendo 10 chili in 10 giorni. Grazie a questo programma chiude il mese di marzo con una media di 18 punti, tirando con il 56% dal campo. In seguito è tuttavia costretto a saltare 19 partite a causa di alcuni problemi alla schiena. Chiude la stagione regolare con una media di 17,5 punti, 7,9 rimbalzi, 1,1 assist e 1 stoppata a partita. I Knicks si classificano settimi nella Eastern Conference, venendo accoppiati ai play-off con i Miami Heat di LeBron James Dwyane Wade e Chris Bosh. Dopo la sconfitta in gara-2 Stoudemire si rende protagonista di un episodio alquanto particolare: a causa della frustrazione per il risultato tira un pugno al vetro di un estintore procurandosi un profondo taglio che lo costringerà a saltare la terza gara della serie. Stoudmire rientrerà in gara 4, vinta dai Knicks grazie anche ai suoi 20 punti e 10 rimbalzi; questa vittoria ha interrotto un record di 13 sconfitte consecutive dei New York Knicks ai play-off. I Knicks sarebbero comunque stati sconfitti dagli Heat per 4-1. In gara-5 Stoudemire ha rifiutato di dare la mano a Shane Battier dopo che questo aveva ottenuto un fallo in attacco ai danni dello stesso Stoudemire; il telecronista degli Heat ha allora annunciato che Stoudemire era stato spento, riferendosi al suo infortunio alla mano.]
Prima dell'inizio della stagione 2012-2013 subisce un infortunio al ginocchio, che lo costringe a saltare le prime 30 partite. Il 18 dicembre 2012 viene assegnato agli Erie BayHawks, in D-League, per consentirgli di allenarsi durante la riabilitazione; viene reintegrato dai Knicks il successivo 21 dicembre. Il 1º gennaio 2013 fa il suo debutto stagionale realizzando 6 punti e 1 rimbalzo in 17,5 minuti partendo dalla panchina contro i Portland Trail Blazers. Dopo il suo rientro viene spostato a sesto uomo, non potendo giocare più di 30 minuti a partita; è la sua prima stagione in carriera in cui non gioca da titolare. Il successivo 9 marzo viene annunciato che salterà il resto della stagione a causa di un debridement al ginocchio destro. Nelle 29 partite disputate mantiene una media di 14,2 punti 5 rimbalzi e 0,4 assist in 23,5 minuti a partita. Nonostante la sua assenza i Knicks chiudono con un bilancio di 54-28, chiudendo 2º in Eastern Conference e vincendo per la prima volta dalla stagione 1993-1994 la Atlantic Division; si qualificano inoltre per i play-off per il terzo anno di fila. Ai play-off i Knicks sconfiggono i Boston Celtics per 4-2, vincendo la loro prima serie di play-off dal 2000. L'11 maggio 2013 fa il suo rientro in campo in gara-3 delle semifinali di Eastern Conference contro gli Indiana Pacers. I Knicks verranno sconfitti dai Pacers per 4-2.
Prima dell'inizio della stagione 2013-14 i Knicks acquisiscono l'ala grande Andrea Bargnani, spostando definitivamente Stoudemire al ruolo di sesto uomo. Nel corso della stagione, però, in seguito all'infortunio di Bargnani e ad una ritrovata forma, Amar'e ritrova il posto da titolare come ala grande a fianco di Carmelo Anthony. Il 16 febbraio 2015, dopo aver concordato una buonuscita, viene tagliato dai Knicks, chiudendo la sua esperienza a New York con 17,3 punti e 6,7 rimbalzi di media a partita per un totale di 255 presenze.

#### Dallas Mavericks (2015)
Il 18 febbraio 2015 firma un contratto fino a fine stagione con i Dallas Mavericks. Quattro giorni dopo debutta con la nuova maglia contro gli Charlotte Hornets, segnando 14 punti in 11 minuti in uscita dalla panchina.

#### Miami Heat (2015-2016)
Il 10 luglio 2015 firma un contratto annuale al minimo salariale con i Miami Heat. Malgrado grandi aspettative su di lui, è in grado di partecipare solamente ad una delle prime dieci partite della stagione 2015–16, primariamente a causa di problemi al ginocchio. Il 19 novembre gioca otto minuti nel primo tempo di una partita contro i Sacramento Kings, segnando 10 punti e contribuendo alla vittoria degli Heat per 116–109. Il 31 gennaio 2016 registra il suo season-high con una prestazione da 13 punti e 12 rimbalzi contro gli Atlanta Hawks, giocando titolare in sostituzione dell'infortunato Hassan Whiteside. Due giorni dopo, nella sua sesta partita consecutiva da titolare, migliora il suo season-high mettendo a segno 14 punti in una sconfitta contro gli Houston Rockets.

#### La fine della carriera NBA, l'approdo in Europa e il ritiro
Il 26 luglio 2016, dopo aver firmato un contratto da un giorno con i New York Knicks, decide inizialmente di ritirarsi dal basket giocato, salvo poi accettare l'offerta dell'Hapoel Gerusalemme e di accasarsi in Israele, alla corte di Simone Pianigiani.
Il 1º settembre 2017 annunciò il suo ritiro dal basket giocato, salvo rifirmare per la squadra israeliana dopo una stagione di stop.

## Statistiche

### NBA

#### Regular season
| Anno      | Squadra          | PG  | PT  | MP   | TC%  | 3P%  | TL%  | RP  | AP  | PRP | SP  | PP   |
| --------- | ---------------- | --- | --- | ---- | ---- | ---- | ---- | --- | --- | --- | --- | ---- |
| 2002-2003 | Phoenix Suns     | 82  | 71  | 31,3 | 47,2 | 20,0 | 66,1 | 8,8 | 1,0 | 0,8 | 1,1 | 13,5 |
| 2003-2004 | Phoenix Suns     | 55  | 53  | 36,8 | 47,5 | 20,0 | 71,3 | 9,0 | 1,4 | 1,2 | 1,6 | 20,6 |
| 2004-2005 | Phoenix Suns     | 80  | 80  | 36,1 | 55,9 | 18,8 | 73,3 | 8,9 | 1,6 | 1,0 | 1,6 | 26,0 |
| 2005-2006 | Phoenix Suns     | 3   | 3   | 16,7 | 33,3 | 0,0  | 88,9 | 5,3 | 0,7 | 0,3 | 1,0 | 8,7  |
| 2006-2007 | Phoenix Suns     | 82  | 78  | 32,8 | 57,5 | 0,0  | 78,1 | 9,6 | 1,0 | 1,0 | 1,3 | 20,4 |
| 2007-2008 | Phoenix Suns     | 79  | 79  | 33,9 | 59,0 | 16,1 | 80,5 | 9,1 | 1,5 | 0,8 | 2,1 | 25,2 |
| 2008-2009 | Phoenix Suns     | 53  | 53  | 36,8 | 53,9 | 42,9 | 83,5 | 8,1 | 2,0 | 0,9 | 1,1 | 21,4 |
| 2009-2010 | Phoenix Suns     | 82  | 82  | 34,6 | 55,7 | 16,7 | 77,1 | 8,9 | 1,0 | 0,6 | 1,0 | 23,1 |
| 2010-2011 | N.Y. Knicks      | 78  | 78  | 36,8 | 50,2 | 43,5 | 79,2 | 8,2 | 2,6 | 0,9 | 1,9 | 25,3 |
| 2011-2012 | N.Y. Knicks      | 47  | 47  | 32,8 | 48,3 | 23,8 | 76,5 | 7,8 | 1,1 | 0,8 | 1,0 | 17,5 |
| 2012-2013 | N.Y. Knicks      | 29  | 0   | 23,5 | 57,7 | -    | 80,8 | 5,0 | 0,4 | 0,3 | 0,7 | 14,2 |
| 2013-2014 | N.Y. Knicks      | 65  | 21  | 22,6 | 55,7 | -    | 73,9 | 4,9 | 0,5 | 0,4 | 0,6 | 11,9 |
| 2014-2015 | N.Y. Knicks      | 36  | 14  | 24,0 | 54,3 | 0,0  | 74,0 | 6,8 | 1,0 | 0,6 | 0,9 | 12,0 |
| 2014-2015 | Dallas Mavericks | 23  | 1   | 16,5 | 58,1 | 0,0  | 67,8 | 3,7 | 0,3 | 0,4 | 0,2 | 10,8 |
| 2015-2016 | Miami Heat       | 52  | 36  | 14,7 | 56,6 | -    | 56,6 | 4,3 | 0,5 | 0,3 | 0,8 | 5,8  |
| Carriera  | Carriera         | 846 | 696 | 31,0 | 53,7 | 24,4 | 76,1 | 7,8 | 1,2 | 0,8 | 1,2 | 18,9 |
| All-Star  | All-Star         | 6   | 3   | 19,5 | 57,1 | 40,0 | 75,0 | 7,5 | 1,2 | 0,7 | 0,7 | 18,8 |

#### Playoffs
| Anno     | Squadra          | PG | PT | MP   | TC%  | 3P%   | TL%   | RP   | AP  | PRP | SP  | PP   |
| -------- | ---------------- | -- | -- | ---- | ---- | ----- | ----- | ---- | --- | --- | --- | ---- |
| 2003     | Phoenix Suns     | 6  | 6  | 33,8 | 52,3 | 100,0 | 57,1  | 7,8  | 1,2 | 1,7 | 1,5 | 14,2 |
| 2005     | Phoenix Suns     | 15 | 15 | 40,1 | 53,9 | 0,0   | 78,1  | 10,7 | 1,2 | 0,7 | 2,0 | 29,9 |
| 2007     | Phoenix Suns     | 10 | 10 | 34,3 | 52,3 | 33,3  | 76,9  | 12,1 | 0,6 | 1,3 | 1,9 | 25,3 |
| 2008     | Phoenix Suns     | 5  | 5  | 40,8 | 48,5 | 25,0  | 63,3  | 9,0  | 0,4 | 1,4 | 2,4 | 23,2 |
| 2010     | Phoenix Suns     | 16 | 16 | 36,5 | 51,9 | 0,0   | 75,4  | 6,6  | 1,1 | 0,7 | 1,5 | 22,2 |
| 2011     | N.Y. Knicks      | 4  | 4  | 33,5 | 38,2 | -     | 66,7  | 7,8  | 1,8 | 0,2 | 0,8 | 14,5 |
| 2012     | N.Y. Knicks      | 4  | 4  | 36,5 | 55,6 | -     | 73,3  | 6,5  | 0,8 | 1,3 | 0,3 | 13,5 |
| 2013     | N.Y. Knicks      | 4  | 0  | 8,3  | 38,5 | 100,0 | 100,0 | 2,3  | 0,0 | 0,0 | 0,0 | 3,8  |
| 2015     | Dallas Mavericks | 5  | 0  | 15,0 | 42,9 | -     | 69,2  | 3,2  | 0,6 | 0,2 | 0,6 | 7,8  |
| 2016     | Miami Heat       | 9  | 2  | 9,1  | 57,9 | -     | 100,0 | 1,4  | 0,0 | 0,6 | 0,3 | 3,3  |
| Carriera | Carriera         | 78 | 62 | 30,7 | 51,2 | 25,0  | 75,0  | 7,4  | 0,8 | 0,8 | 1,3 | 18,7 |

#### Massimi in carriera
- Massimo di punti: 50 vs Portland Trail Blazers (2 gennaio 2005)[9]
- Massimo di rimbalzi: 23 vs San Antonio Spurs (1º febbraio 2007)
- Massimo di assist: 8 (2 volte)
- Massimo di palle rubate: 6 (2 volte)
- Massimo di stoppate: 10 vs Utah Jazz (7 febbraio 2004)
- Massimo di minuti giocati: 54 vs Detroit Pistons (28 novembre 2010)

### Eurolega
| Anno      | Squadra          | PG | PT | MP  | TC%  | 3P% | TL% | RP  | AP  | PRP | SP  | PP  |
| --------- | ---------------- | -- | -- | --- | ---- | --- | --- | --- | --- | --- | --- | --- |
| 2019-2020 | Maccabi Tel Aviv | 6  | 0  | 5,4 | 40,0 | 0,0 | 100 | 0,8 | 0,2 | 0,2 | 0,0 | 1,3 |
| Carriera  | Carriera         | 6  | 0  | 5,4 | 40,0 | 0,0 | 100 | 0,8 | 0,2 | 0,2 | 0,0 | 1,3 |

### Eurocup
| Anno      | Squadra        | PG | PT | MP   | TC%  | 3P%  | TL%  | RP  | AP  | PRP | SP  | PP   |
| --------- | -------------- | -- | -- | ---- | ---- | ---- | ---- | --- | --- | --- | --- | ---- |
| 2016-2017 | H. Gerusalemme | 19 | 19 | 25,8 | 62,0 | 54,5 | 68,1 | 6,6 | 0,4 | 0,5 | 1,2 | 12,8 |
| Carriera  | Carriera       | 19 | 19 | 25,8 | 62,0 | 54,5 | 68,1 | 6,6 | 0,4 | 0,5 | 1,2 | 12,8 |

## Palmarès

### Squadra
- Campionato israeliano: 2

Hapoel Gerusalemme: 2016-17
Maccabi Tel Aviv: 2019-20
- Coppa di Lega israeliana: 1

Hapoel Gerusalemme: 2016
- Coppa di Israele: 1

Hapoel Gerusalemme: 2018-2019

### Individuale
- McDonald's All-American Game (2002)
- NBA Rookie of the Year (2003)
- NBA All-Rookie First Team (2003)
- All-NBA First Team (2007)
- 4 volte All-NBA Second Team (2005, 2008, 2010, 2011)
- 6 volte NBA All-Star (2005, 2007, 2008, 2009, 2010, 2011)
- All-Eurocup Second Team: 1

Hapoel Gerusalemme: 2016-17
- Ligat ha'Al MVP finali: 1

Maccabi Tel Aviv: 2019-2020

## Vita privata
Stoudemire è nato in Florida nella città di Lake Wales. Suo padre è morto quando aveva 12 anni.
Nel novembre del 2008, Stoudemire ha ricevuto il Community Assist Award della NBA in riconoscenza del lavoro che aveva fatto per migliorare la qualità dell'acqua potabile nei villaggi poveri della Sierra Leone.
La madre di Stoudemire ha detto in passato che "nelle mie origini ci potrebbero essere delle radici ebraiche". A questo proposito Amar'e ha detto in un'intervista che "da sempre so che sono ebreo da parte di mia madre, e questo fatto ha giocato un ruolo sottile ma importante nel mio sviluppo". Stoudemire ha viaggiato in Israele nel 2010, e ha detto "sono molto contento di essere qui, di vedere tutti gli importanti siti storici, di imparare l'ebraico e di capire meglio le mie radici."
Nel febbraio 2012 è stato colpito da un lutto riguardante la sua famiglia, la morte del fratello Hazell. Secondo il rapporto della Florida Highway Patrol Hazell è morto in un incidente d'auto, sul colpo, schiantandosi sul traino di un trattore. Hazell guidava oltre la velocità massima consentita.
Il 13 marzo 2019 prende la cittadinanza israeliana.

## Filmografia

### Cinema
- Capodanno a New York (2011)
- Un disastro di ragazza (2015)

### Televisione
- The Exes - episodio 1x09 (2012)
- The View - episodio 17x177 (2014)
- Love Life - episodio 2×1 (2023)